# Epitriptus major
Epitriptus major är en tvåvingeart som beskrevs av Becker 1907. Epitriptus major ingår i släktet Epitriptus och familjen rovflugor. Inga underarter finns listade i Catalogue of Life.